# Hallstabacken
Hallstabacken – kompleks skoczni narciarskich zbudowany w 1934 w miejscowości Sollefteå (Szwecja), jedna z najstarszych aren zawodów międzynarodowych w skokach narciarskich. 
W Sollefteå znajduje się kompleks 6 skoczni o punktach konstrukcyjnych:
- K-108
- K-80
- K-55
- K-30
- K-20
- K-10.

## Obiekt K-108
- Nazwa skoczni: Hallstabacken
- Punkt HS: 120 m
- Punkt konstrukcyjny: 108 m
- Nachylenie progu: 11 stopni
- Wysokość progu: 3,6 m
- Długość rozbiegu: 79 m
- Nachylenie zeskoku: 37 stopni
- Średnia prędkość na rozbiegu: 90 km/h
- Rok konstrukcji: 1934
- Pojemność stadionu: b.d.

- Dane kontaktowe:

Solleftea GIF
Gärdesgatan 90 B
881 34 Solleftea
Angermanland
Tel.: 0620-127 50
Na największej skoczni organizowany był Puchar Kontynentalny, a w 2003 odbyły się tu mistrzostwa świata juniorów.